# Helmuth von Scheven

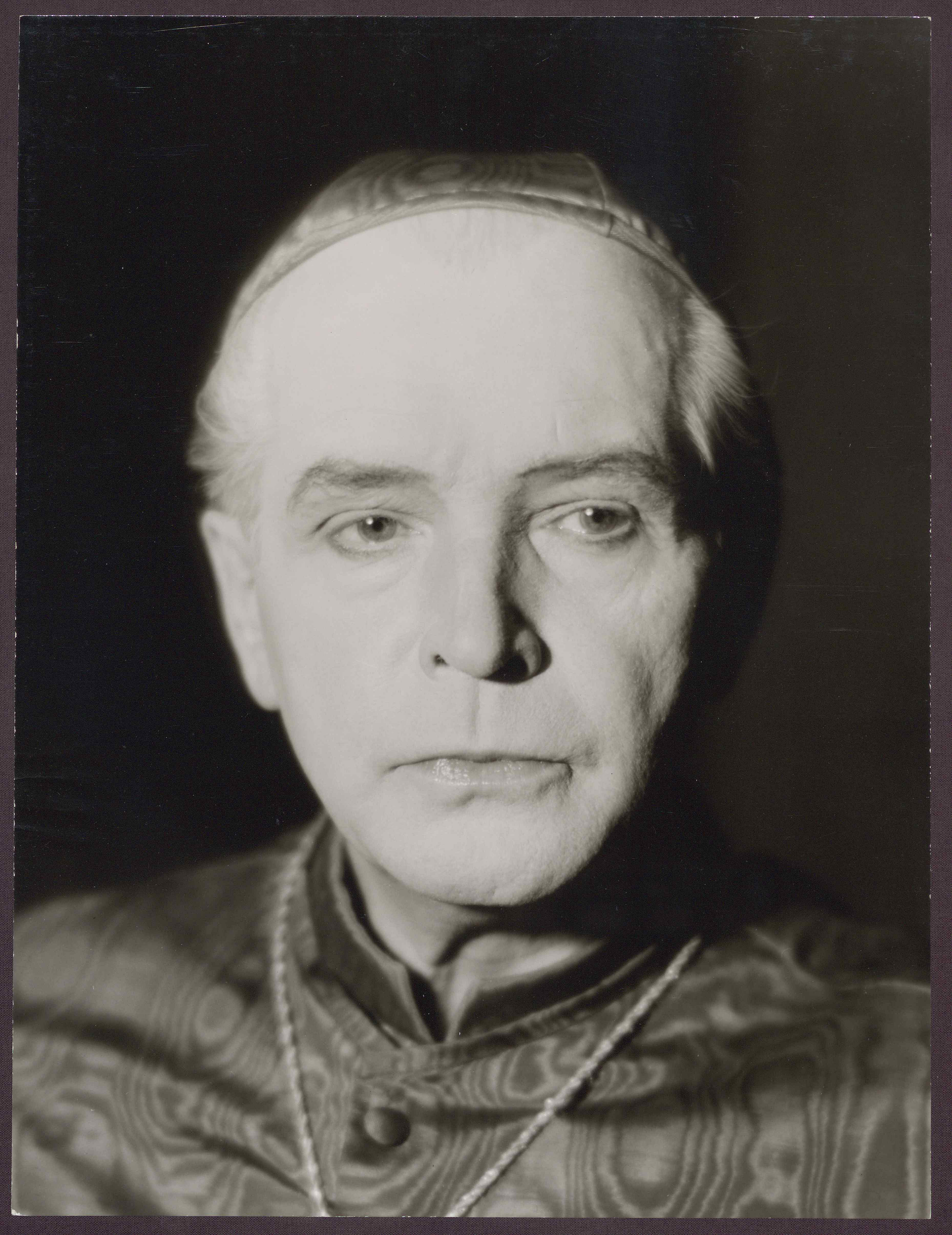
Helmuth von Scheven (1963/64)

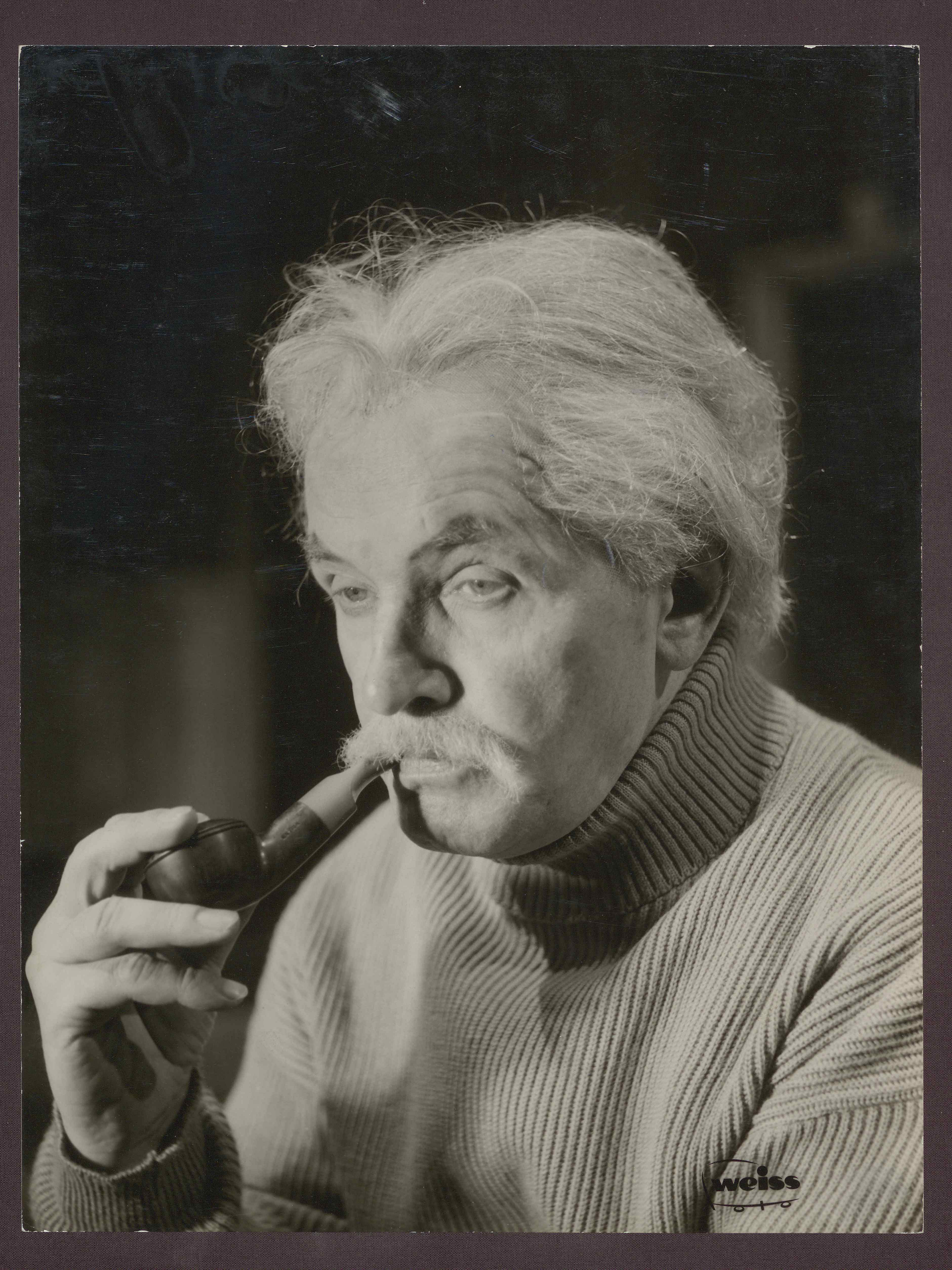
Helmuth von Scheven in Die Physiker am Badischen Staatstheater Karlsruhe (1962/63)

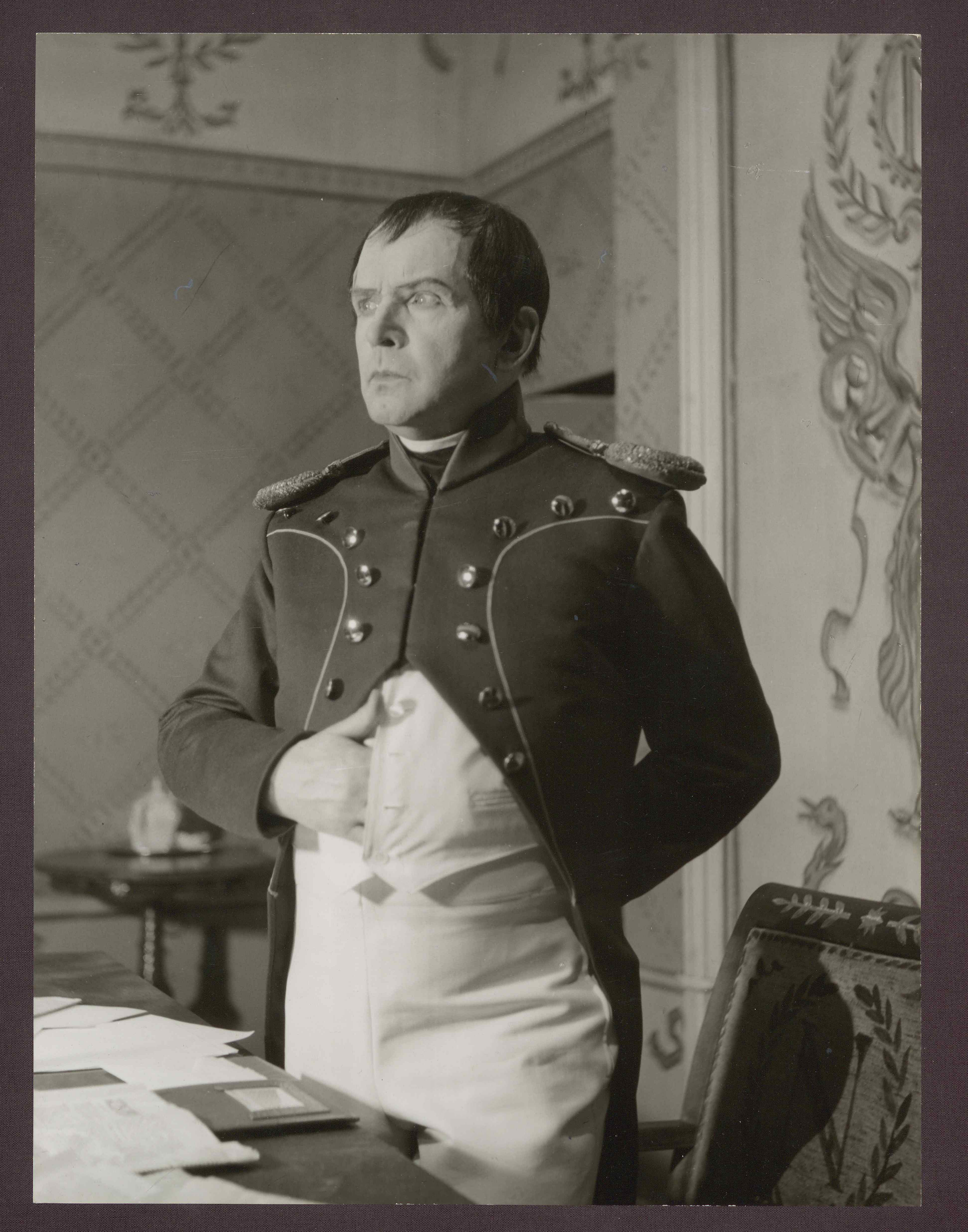
Helmuth von Scheven in Madame Sans-Gêne (1962/63)

Helmuth von Scheven (* 11. Februar 1901; † 6. März 1988) war ein deutscher Schauspieler und Regisseur.

## Leben
Von Schevens künstlerischer Schwerpunkt lag zeitlebens auf dem Theater. Seine Ausbildung erhielt er an der Schauspielschule in Frankfurt am Main. 1922 begann er als Eleve am Staatstheater München seine Laufbahn und trat danach in Brieg, Halberstadt, Königsberg, Dortmund (1929 bis 1933) und Stuttgart auf. Zwischen 1938 und 1943 war er am Staatstheater Kassel im Rollenfach des Charakterliebhabers engagiert. Weitere Bühnenstationen waren das Nationaltheater Mannheim (1947 bis 1952) sowie die Bühnen der Hansestadt Lübeck (1952 bis 1961). Von 1962 bis 1966 gehörte er zum Ensemble des Badischen Staatstheaters Karlsruhe. Anschließend gastierte er noch einige Zeit.
Von Scheven spielte zahlreiche Charakterrollen wie den „Diego“ in Agustín Moretos Donna Diana, den General in Peter Lotars Bild des Menschen, den „Botzenheim“ in Jaroslav Hašeks Abenteuern des braven Soldaten Schwejk, den „Lt. Cmdr. Queeg“ in Herman Wouks Meuterei auf der Caine, den „Merkur/Sosias“ in Heinrich von Kleists Amphitryon und den „Philipp II.“ in Schillers Don Carlos.
Daneben führte von Scheven auch vermehrt Regie. So inszenierte er in Mannheim Kleists zerbrochenen Krug sowie 1948 die Erstaufführung von Claude-André Pugets „Ein kleiner Engel ohne Bedeutung“.
In Film und Fernsehen war von Scheven ein seltener Gast. Hier wirkte er beispielsweise in Helmut Käutners Bel Ami mit. Einem breiten Publikum wurde er schließlich durch seine Rolle als „Lord Hamilton“, Mitglied des Excentric Clubs, bekannt, den er über 30 Folgen lang in der Abenteuer-Serie Percy Stuart verkörperte.
Außerdem war von Scheven auch als Sprecher für Hörspiel und Synchron tätig. Er sprach den „Diafoirus“ in Walter Knaus’ Produktion von Molières eingebildetem Kranken, den „Richebon“ in einer Produktion von Marcel Pagnols Schieber des Ruhms und den „Brutus“ in Walter Knaus’ Produktion von Shakespeares Tod nach Hermann Rossmann. Als Synchronsprecher lieh er unter anderem Fred Johnson in Dämonen der Südsee seine Stimme.

## Filmografie (Auswahl)
- 1968: Bel Ami
- 1969–1970: Percy Stuart

## Hörspiele (Auswahl)
- 1950: Der Zauberlehrling von Bajadoz, SDR Heidelberg
- 1950: Die weiße Dame, SDR Heidelberg
- 1951: Du wirst ein Mensch sein, SDR Heidelberg
- 1951: Der Schatten eines Strohhalms oder Die neue Zeit ist da (nach Josef Martin Bauer), SDR Heidelberg
- 1951: Der General oder Keine Schuld wäscht die andere, SDR Heidelberg
- 1951: Der eingebildete Kranke, SDR Heidelberg
- 1951: Die Karriere des Don Sequeira, SDR Heidelberg
- 1952: Der Tramp, SDR Heidelberg
- 1952: Shakespeares Tod, SDR Heidelberg
- 1953: Schieber des Ruhms, RB
- 1958: Odyssee zu zweit, Regie: Otto Kurth, WDR